# Кухня (Поморське воєводство)
Кухня (пол. Kuchnia, нім. Küche) — село в Польщі, у гміні Ґнев Тчевського повіту Поморського воєводства.
Населення — 117 осіб (2011).
У 1975-1998 роках село належало до Гданського воєводства.

## Демографія
Демографічна структура станом на 31 березня 2011 року:
|          | Загалом | Допрацездатний вік | Працездатний вік | Постпрацездатний вік |
| -------- | ------- | ------------------ | ---------------- | -------------------- |
| Чоловіки | 52      | 14                 | 32               | 6                    |
| Жінки    | 65      | 18                 | 33               | 14                   |
| Разом    | 117     | 32                 | 65               | 20                   |